# Státní znak Německa
Státní znak Německa (německy též Bundesadler, tedy spolková orlice) tvoří černá orlice s červenou zbrojí na zlatém štítu. Jako znak byl přijat 20. ledna 1950 ovšem pouze Spolkovou republikou Německou (Západním Německem), pro Německou demokratickou republiku (Východní Německo) byl v té době nepřijatelný, ale jako státní znak znovusjednoceného Německa se používá od 3. září 1990. Orlici z tohoto znaku se lidově také říká Reichsadler.

## Historie
Symbol černé orlice na zlatém podkladu se vyskytuje již na mincích z 12. století a patří tak k nejstarším znakům na světě. Jako znak používali nejdříve jednohlavou orlici později dvouhlavého orla císaři Svaté říše římské a jako znak této říše zůstal orel až do jejího zániku v roce 1806. Stejné symboly použili pro svůj znak Habsburkové, jelikož dlouhou dobu byli císaři Svaté říše římské a po nich tento znak převzali (či podědili) s drobnými úpravami Lotrinkové resp. Habsbursko-Lotrinská dynastie a tento dvouhlavý orel se stal v roce 1804 znakem rakouského císařství. Když v roce 1806 zanikla Svatá říše římská národa německého a jejím nástupcem se v roce 1815 stal Německý spolek, tak se jeho znakem stala právě orel podobný tomu, jejž používala Svatá říše římská národa německého.

### Svata říše římská

Původní vlajka Svaté říše římské a jejích císařů (800-1200)
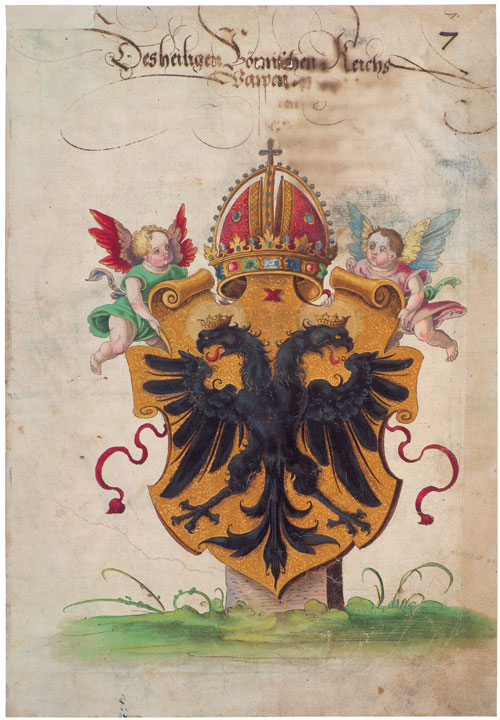
Znak Svaté říše římské
Znak císaře Josefa II. (1765)
Znak Rakouského císařství, jenž byl vytvořen podle znaku Svaté říše římské

Když došlo v roce 1871 ke sjednocení Německa a vytvoření Německého císařství, stala se jednohlavá orlice oficiálním znakem Německa a je od té doby ve znaku neustále. Orlice však od té doby již nikdy neměla v pařátech panovnické insignie moci jako je meč, žezlo nebo říšské jablko. Od roku 1889 se státním znakem Německého císařství resp. Německé říše stala pouze orlice, jež nebyla součástí štítu a jež nesla na prsou znak Pruska na němž byl erb vládnoucí dynastie Hohenzollernů a kolem orlice byl obtočen Řád černé orlice a nad hlavou orlice byla císařská koruna (existující jen jako heraldický model), ale orlice jí neměla na hlavě ale nad ní. Německé císařství mělo ještě velký znak i když ten byl používán zřídka nebo spíše jako znak císaře. Od malého znaku se lišil tím, že orlice byla součástí klasického zlatého štítu nad kterým byla císařská koruna (heraldický model) a kolem tohoto štítu byl obtočen Řád černé orlice a na boku stáli dva štítonoši, tzv. bájní Heráklové neboli divý mužové kteří drželi korouhve, jenž jedna byla se znakem pruska (černá orlice) a se znakem Braniborska (červená orlice). Toto celé byl součástí (císař.) stanu, jenž byl (neobvykle) zlatý s tinkturou černých orlic na jehož vrcholu byla další císařská koruna a korouhev s vlajkou Německého císařství.

### Revoluce 1848, Německý a Severoněmecký spolek

Znak Rakouského císařství, jenž byl předlohou pro znak Německého spolku
Znak Německého spolku
Navrhovaný znak Německého císařství za revoluce v r. 1848
Znak Severoněmeckého spolku (1867–1871)

Po vyhlášení Výmarské republiky v roce 1918 byly všechny části znaku připomínající monarchii odstraněny (císařská koruna, řád černé orlice a štít se znakem Pruska a Hohenzollernů) a orlice se jako státní znak opět vrátila na zlatý štít. Po nástupu nacismu v roce 1933 se znakem stala opět orlice ovšem jednoduchá černá orlice, jež nesla hákový kříž. Na tradici znaku s orlicí navázalo v roce 1959 tzv. Západní Německo jenž přijal za svůj znak (graficky) jednoduchou orlici, ale pro Východní Německo byl v té době nepřijatelný, ale jako státní znak znovusjednoceného Německa se stejný znak s orlicí jaký používalo Západní Německo používá od 3. září 1990.

### Znaky sjednoceného německa

Provisionální znak Německého císařství (r. 1871)
Státní znak Německého císařství (1871–1889)
Státní (malý) znak Německého císařství (1889–1918)
Velký státní znak Německého císařství resp. císaře (1889–1918)
Státní znak Výmarské republiky (1918–1933)
Státní znak za Třetí říše (1933–1945)
Současný státní znak (od 1990)
Verze znaku užívaná na služebních vlajkách
Standarta spolkového prezidenta

## Znaky spolkových zemí

### Znaky spolkových zemí Německého císařství

Znaky království
Pruské království
Bavorské království
Saské království
Württemberské království

Znaky velkovévodství
Bádenské velkovévodství
Hesenské velkovévodství
Meklenbursko-zvěřínské velkovévodství
Meklenbursko-střelické velkovévodství
Oldenburské velkovévodství
Sasko-výmarsko-eisenašské velkovévodství

Znaky vévodství
Anhaltské vévodství
Brunšvické vévodství
Sasko-altenburské vévodství
Sasko-kobursko-gothajské vévodství
Sasko-meiningenské vévodství

Znaky knížectví
Knížectví Lippe
Schaumburg-Lippe
Reuss starší i mladší linie (stejný znak)
Schwarzburg (obě knížectví)
Waldeck a Pyrmont

Znaky Svobodných měst
Brémy
Hamburk
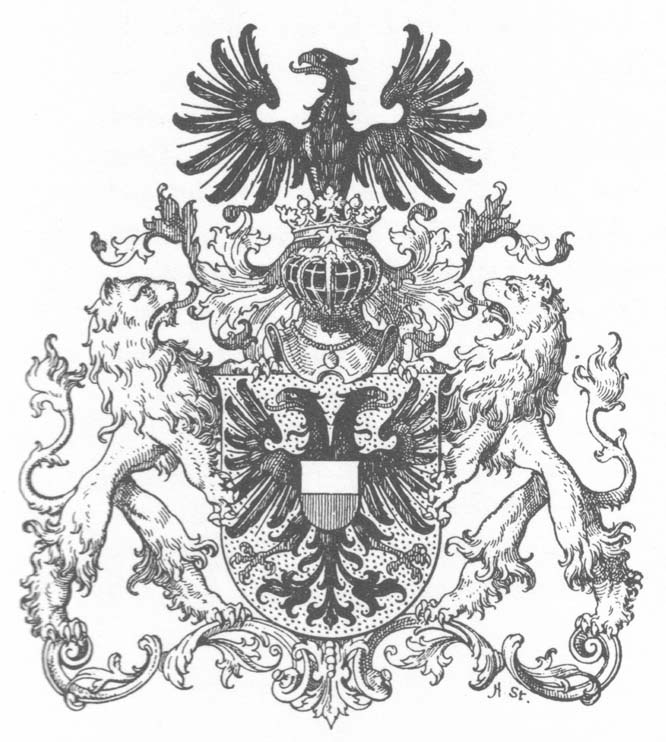
Lübeck

### Znaky zemí Spolkové republiky Německo

Svobodný stát Bavorsko
Svobodný stát Sasko
Svobodný stát Durynsko
Země Bádensko-Württembersko
Země Hesensko
Země Braniborsko
Země Meklenbursko-Přední Pomořansko
Země Dolní Sasko
Země Severní Porýní-Vestfálsko
Země Porýní-Falc
Země Sársko
Země Sasko-Anhaltsko
Země Šlesvicko-Holštýnsko
Země Berlín
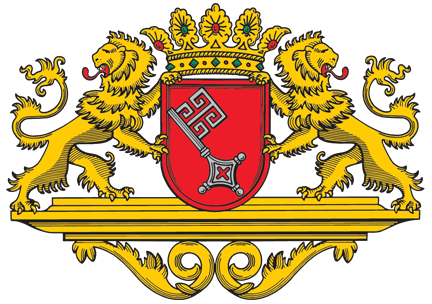
Svobodné hanzovní město Brémy
Svobodné a hanzovní město Hamburk

## Státní znak Německé demokratické republiky
Státní znak NDR byl tvořen kruhovým červeným polem se zlatým kladivem a kružítkem. Kolem kruhu byl věnec zlatých pšeničných klasů, obtočených stuhou v německých národních barvách (černá, červená, žlutá). Kladivo symbolizuje dělníky, kružítko inteligenci, pšeničné klasy rolníky.

První verze (1950–1953)
Druhá verze (1953–1959)
Třetí verze (1959–1989)